# Knieje (przystanek osobowy)
Knieje – zlikwidowany przystanek osobowy w jaworznickiej dzielnicy Pieczyska, w województwie śląskim (małopolska część województwa), w Polsce; znajdował się przy ul. Bukowskiej (przy granicy z miastem Bukownem), usytuowany był na kilometrze 8,573 linii kolejowej nr 156, między stacją Jaworzno Szczakowa a stacją Bukowno.
Przystanek obsługiwał pracowników pobliskiej Kopalni Piasku "Szczakowa". Został zamknięty 7 października 2002 r. a następnie zlikwidowany w 2016 r.